# 洛佐瓦區

洛佐瓦區在哈爾科夫州的位置

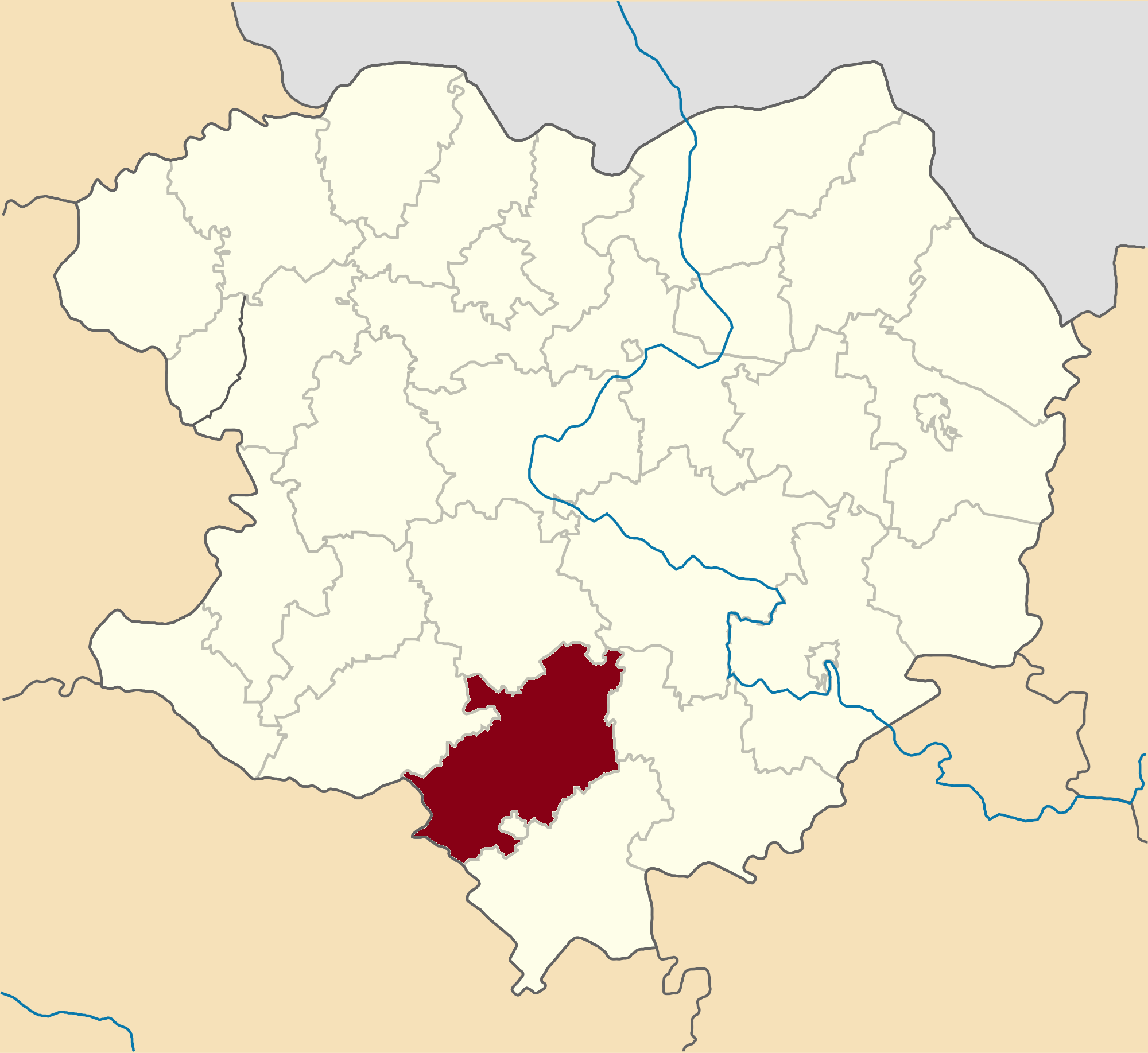
改革前洛佐瓦區在哈爾科夫州的位置

洛佐瓦區（烏克蘭語：Лозівський район）是烏克蘭東部哈爾科夫州的一個区，行政中心为洛佐瓦，2021年人口数量为150,400人。
2020年7月18日乌克兰施行了行政区划改革，哈爾科夫州的区份数量减至7个，洛佐瓦區的面积显著扩大。改革前洛佐瓦區的面積为1,403.5平方公里，2020年人口数量为27,331人。

## 行政區劃
2020年行政改革後，洛佐瓦區下分為5個市鎮：
- 洛佐瓦市鎮（乌克兰语：Лозівська міська громада） (市級，行政中心：洛佐瓦)
- 五一鎮市鎮（乌克兰语：Первомайська міська громада (Харківська область)） (市級，行政中心：茲拉托皮爾)
- 布利茲紐基市鎮（乌克兰语：Близнюківська селищна громада） (鎮級，行政中心：布利茲紐基)
- 阿列克西伊夫卡市鎮（乌克兰语：Олексіївська сільська громада） (村級，行政中心：阿列克西伊夫卡)
- 比利亞伊夫卡市鎮（乌克兰语：Біляївська сільська громада） (村級，行政中心：比利亞伊夫卡（乌克兰语：Біляївка (Лозівський район)）)